# Bobby Clark (comediante)
Robert Edwin Clark (16 de junio de 1888 – 12 de febrero de 1960), conocido como Bobby Clark, fue un artista de vodevil y circense, y actor teatral, cinematográfico y televisivo de nacionalidad estadounidense. 

## Biografía
Nacido en Springfield (Ohio), era conocido por llevar unas gafas pintadas en el rostro. Desde sus primeros años, y a lo largo de un total de 36, Clark trabajó en asociación con Paul McCullough, a quien conoció siendo muchachos en la YMCA local.  Clark y McCullough trabajaron juntos hasta el suicidio de McCullough en marzo de 1936.  
En 1939 Clark actuó en la escena teatral del circuito de Broadway con la obra The Streets of Paris, compartiendo cartel con una nueva pareja cómica: Bud Abbott y Lou Costello.
Clark también actuó en televisión en la temporada 1950–51, en un espacio de las noches dominicales del programa The Colgate Comedy Hour. Sin embargo, los cuatro episodios de Clark estaban entre los que patrocinaba la empresa Frigidaire, por lo cual se titulaban únicamente The Comedy Hour.
Bobby Clark falleció en Nueva York en 1960 a causa de un ataque cardiaco. Fue enterrado en el Cementerio Woodlawn del barrio del Bronx.

## Selección de su filmografía
- Scratch-As-Catch-Can (1931)
- The Goldwyn Follies (1938)